# YaYa Diaby
YaYa Diaby (Atlanta, Georgia; 30 de mayo de 1999) es un jugador profesional estadounidense de fútbol americano, se desempeña en la posición de linebacker en Tampa Bay Buccaneers, en la National Football League (NFL).

## Carrera
Hizo su debut profesional con el equipo Tampa Bay Buccaneers, lleva jugando una temporada, comenzó en el 2023. lidero la temporada 2023-2024 en capturas al mariscal entre los novatos.